# 六甲山トンネル料金所

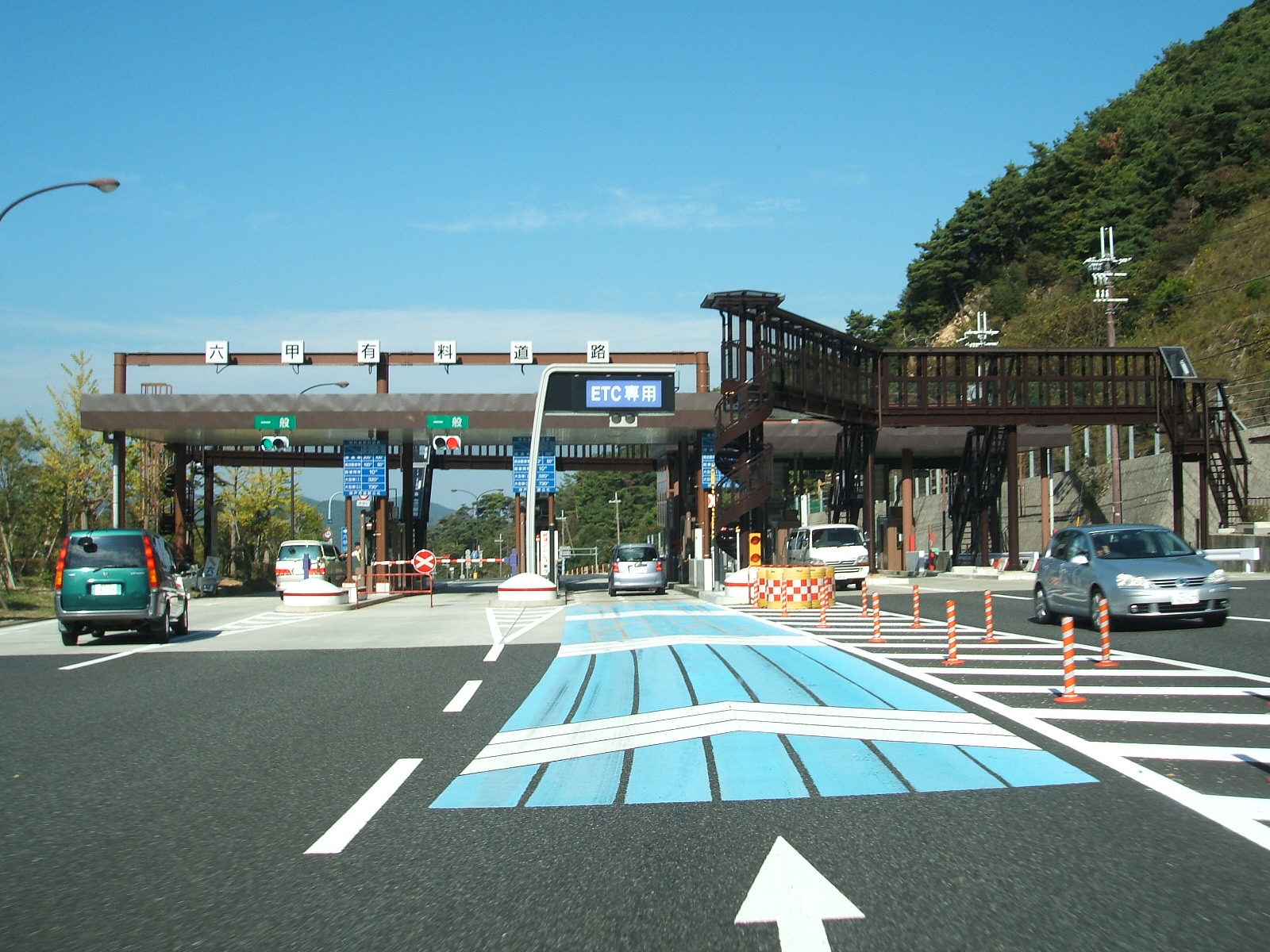
六甲山トンネル料金所

六甲山トンネル料金所（ろっこうさんトンネルりょうきんじょ）は、兵庫県神戸市にある六甲有料道路の料金所である。
2007年（平成19年）12月12日、「六甲トンネル南料金所」（北行）を移設し、「六甲トンネル北料金所」（南行）に集約され、「六甲山トンネル料金所」となった。

## 道路
- 六甲有料道路

## 料金所
ブース数：6

### 北行
唐櫃・三田方面
- ブース数：2
  - ETC専用：1
  - 一般：1

六甲山方面
- ブース数：1
  - 一般：1

一般レーンしかないので、ETCカードを手渡しで支払う。

### 南行
鶴甲・灘方面
- ブース数：3
  - ETC専用：1
  - 一般：2

## 隣
六甲有料道路
六甲山トンネルTB - 唐櫃南IC